# Ajac de Bandiat
Ajac de Bandiat (en francès Abjat-sur-Bandiat) és una ciutat de França, regió de la Nova Aquitània, departament de la Dordonya, sotsprefectura de Nontron.

## Demografia
| 1962                                       | 1968 | 1975 | 1982 | 1990 | 1999 | 2007 |
| ------------------------------------------ | ---- | ---- | ---- | ---- | ---- | ---- |
| 949                                        | 837  | 716  | 687  | 693  | 622  | 649  |
| Des de 1962: població sense dobles comptes |      |      |      |      |      |      |

## Administració
| Període | Identitat           | Partit |
| ------- | ------------------- | ------ |
| 2001-   | Jean-Claude Massiou |        |